# Demografia orientării sexuale
Demografia orientării sexuale studiază, analizează și raportează dinamica orientării sexuale la populațiile umane. Arată o variație, dar, estimările pentru populația heterosexuală, lesbiană, gay, asexuală și bisexuală sunt supuse controverselor și dezbaterilor. Obținerea de numere precise este dificilă din mai multe motive. Unul dintre motivele majore ale diferenței de constatări statistice privind heterosexualitatea, homosexualitatea, bisexualitatea și asexualitatea are legătură cu natura întrebărilor din sondaje. 
Studiile majore de cercetare privind orientarea sexuală sunt discutabile. Majoritatea studiilor enumerate mai jos se bazează pe datele auto-raportate, ceea ce reprezintă provocări pentru cercetătorii care sunt interesați de subiecte sensibile. Mai important, studiile tind să pună două seturi de întrebări. Un set examinează datele despre auto-raport ale experiențelor și atracțiilor sexuale de același sex, în timp ce celălalt set examinează datele auto-raportate ale identificării personale ca homosexuali sau bisexuali. Mai puțini subiecți de cercetare se identifică ca homosexuali sau bisexuali decât raportează că au avut experiențe sexuale sau atracție către o persoană de același sex. 
Câteva studii privind orientarea sexuală în mai multe țări oferă perspective comparative. Sunt incluse, de asemenea, tabele de comparare a numărului populației orașelor din SUA. Cu toate acestea, din moment ce multe persoane nu pot să raporteze în afara normei heterosexuale sau să-și definească sexualitatea în termenii lor unici, este dificil să se înțeleagă exact dimensiunea populației LGB. Tipul de sondaj utilizat și tipul de setare a unui subiect în timp ce este anchetat pot afecta și răspunsul pe care îl oferă subiectul.

## Constatări generale
În 2016, Bailey și colab. au declarat că „se așteaptă ca, în toate culturile, marea majoritate a indivizilor să fie heterosexuali și că doar o minoritate de indivizi sunt predispuși exclusiv cu atracție către același sex." Aceștia afirmă că nu există dovezi convingătoare că demografia orientării sexuale a variat mult de-a lungul timpului sau locului. Bisexualitatea vine în diferite grade de atracție relativă față de același sex sau de sex opus. Bărbații sunt mai susceptibili să fie exclusiv homosexuali decât să fie atrași în egală măsură de ambele sexe și invers la femei.
Cuvântul „gay” este de 10 % probabil să finalizeze căutările care încep cu „Este soțul meu ...” decât cuvântul „înșală” raportate în perioada 2017 de motorul de căutare Google pentru zona SUA
20 % dintre cei din așa denumita, de sociologii anglo-saxoni, generație millennial se identifică ca parte a comunității LGBTQIA+ conform sondajului realizat de organizația de apărare, vizibilitate și includere socială a persoanelor non-heteronormative înregistrată în SUA și denumită GLAAD.
În urma unui studiu semnat de Walton, M.T., Lykins, A.D. & Bhullar, N. și cu titlul: "Beyond Heterosexual, Bisexual, and Homosexual: A Diversity in Sexual Identity Expression" din 2016 care își propusese să elucideze diversitatea etichetelor utilizate în exprimarea identității sexuale, de identitate sau practică și alte chestiuni dintr-un total de 2295 de persoane care au răspuns la chestiunile din sondaj și care cuprindea bărbați (n = 1176), femei (n = 871), bărbați-femei transgender (n = 129), femei-bărbați transgender (n = 100) și intersex (n = 19), s-a ajuns la concluzia că în jur de 60 % dintre aceștia erau non-heteronormativi. Însă eșantionul nu poate reflecta cu precizie nici prevalența, nici diversitatea orientării sexuale în populația generală, în parte, deoarece persoanele asexuale și transgender au fost vizate în mod special în timpul recrutării și, ca atare, sunt probabil reprezentate în mod disproporționat în eșantion. Totuși, rezultatele sugerează că o populație semnificativă de indivizi își exprimă divers orientările sexuale, iar acești indivizi sunt susceptibili să-și vadă orientarea sexuală ca fiind integrală a identității lor personale și despre care dețin convingeri personale profunde. Rezultatele sugerează că o cercetare suplimentară a diverselor orientări sexuale poate fi utilă pentru a oferi validitate unora dintre cele mai frecvent identificate sexualități din categoria „altelor”, cum ar fi atracția asexuală, pansexuală și cea romantică.
Studiul realizat de Arizona Christian University a chestionat în august 2021 în jur de 600 de mileniali - cu vârste cuprinse între 18 și 37 de ani - într-un efort de a oferi o perspectivă asupra generației. 39 % dintre cei 30 % mileniali care s-au identificat drept LGBTQ aveau vârste cuprinse între 18 și 24 de ani.
Un studiu realizat de Ipsos și publicat în 2023 rezumă că „Atât în România, cât și la nivel global, 9 % dintre adulți se identifică drept LGBT+.“
Sondajele din culturile occidentale au constatat, în medie, că aproximativ 
- 93 % dintre bărbați și 87 % dintre femei se identifică ca fiind complet heterosexuali,
- 4 % dintre bărbați și 10 % dintre femei ca aproape heterosexuali,
- 0,5 % dintre bărbați și 1 % dintre femei ca fiind egal bisexuali,
- 0,5 % dintre bărbați și 0,5 % dintre femei aproape homosexuali, și
- 2 % dintre bărbați și 0,5 % dintre femei ca fiind complet homosexuali.

O analiză a 67 de studii pe celelalte culturi a constatat că prevalența pe viață a sexului între persoane de același sex este de
- 3-5 % pentru Asia de Est,
- 6-12 % pentru Asia de Sud și de Sud-Est,
- 6-15 % pentru Europa de Est și
- 6-20 % pentru America Latină.

Analizate fiind majoritatea sondajelor din SUA și UK s-au constat următoarele.
| Vârstă/Sex     | Heterosexual | Non-heterosexual | Nu știe/Nu răspunde |
| -------------- | ------------ | ---------------- | ------------------- |
| 18-29          | 90,1 %       | 6,4 %            | 3,5 %               |
| 30-49          | 93,6 %       | 3,2 %            | 3,2 %               |
| 50-64          | 93,1 %       | 2,6 %            | 4,3 %               |
| 65+            | 91,5 %       | 1,9 %            | 6,5 %               |
|                |              |                  |                     |
| 18-29, Femei   | 88,0 %       | 8,3 %            | 3,8 %               |
| 18-29, Bărbați | 92,1 %       | 4,6 %            | 3,3 %               |

## Pe țări

### Australia
2001-2002
Cel mai mare și cel mai amănunțit sondaj din Australia a fost realizat prin interviu telefonic cu 19.307 respondenți cu vârste cuprinse între 16 și 59 de ani în 2001/2002. Studiul a constatat că 97,4 % dintre bărbați identificați ca heterosexuali, 1,6 % ca homosexuali și 0,9 % bisexuali. Pentru femei 97,7 % au fost identificate ca heterosexuale, 0,8 % ca lesbiene și 1,4 % bisexuale. Cu toate acestea, 8,6 % dintre bărbați și 15,1 % dintre femei au raportat fie sentimente de atracție față de același gen, fie unele experiențe sexuale cu același gen. În general, 8,6 % dintre femei și 5,9 % dintre bărbați au raportat o experiență homosexuală în viața lor; aceste cifre au scăzut la 5,7 % și respectiv 5,0 % atunci când experiența sexuală non-genitală a fost exclusă. Jumătate dintre bărbați și două treimi dintre femeile care au experiență sexuală de același sex se considerau mai degrabă heterosexuali decât homosexuali.
2012-2013
O actualizare a studiului de mai sus; utilizează aceeași metodologie, are un eșantion mai mare (20.055 respondenți) și o gamă mai largă de vârstă a respondenților (16–69). Studiul a constatat că 96,5 % din întregul eșantion (sau 96,8 % dintre bărbați și 96,3 % dintre femei) au fost identificate ca heterosexuale, o scădere din rezultatele din 2003 (97,5 %). Homosexualii reprezentau 1,9 % din populația masculină și 1,2 % din populația feminină, o diferență nesemnificativă între sexe. Bisexualii reprezentau 1,3 % din populația masculină și 2,2 % din populația feminină. Femeile au fost semnificativ mai probabil ca bărbații să se identifice ca bisexuale și mai puțin susceptibile să raporteze exclusiv atracția și experiența de alt sex sau de același sex. În mod similar, mai multe femei au raportat experiență de același sex și atracție de același sex. 9 % dintre bărbați și 19 % dintre femei au avut un istoric cu experiențe de același sex. Au fost identificate mai multe femei ca fiind lesbiene sau bisexuale decât în 2001-2002. Identitatea homosexuală a fost mai frecventă în rândul bărbaților cu studii universitare și care locuiesc în orașe și mult mai puțin frecventă în rândul bărbaților cu locuri de muncă din celelalte categorii. Atât bisexualitatea masculină, cât și cea feminină au fost mai frecvente în rândul respondenților cu vârsta sub 20 de ani. Bisexualitatea masculină a fost, de asemenea, suprareprezentată în rândul bărbaților cu vârste peste 60 de ani.
2006-2014
În interviuri cu 180.000 de australieni cu vârsta de peste 14 ani, Roy Morgan Research a investigat în trei valuri diferite, de trei ani fiecare, ponderea australienilor care se consideră homosexuali. Rezultatele sunt prezentate mai jos în funcție de vârstă și val; rezultatele totale pe val sunt afișate în ultima coloană.
| Val       | Ponderea australienilor care se consideră homosexuali (gay sau lesbiene) | Ponderea australienilor care se consideră homosexuali (gay sau lesbiene) | Ponderea australienilor care se consideră homosexuali (gay sau lesbiene) | Ponderea australienilor care se consideră homosexuali (gay sau lesbiene) | Ponderea australienilor care se consideră homosexuali (gay sau lesbiene) | Ponderea australienilor care se consideră homosexuali (gay sau lesbiene) | Ponderea australienilor care se consideră homosexuali (gay sau lesbiene) |
| Val       | 14-19                                                                    | 20s                                                                      | 30                                                                       | 40                                                                       | 50+                                                                      | TOTAL                                                                    |                                                                          |
| --------- | ------------------------------------------------------------------------ | ------------------------------------------------------------------------ | ------------------------------------------------------------------------ | ------------------------------------------------------------------------ | ------------------------------------------------------------------------ | ------------------------------------------------------------------------ | ------------------------------------------------------------------------ |
| 2006-2008 | 2,9 %                                                                    | 4,4 %                                                                    | 2,5 %                                                                    | 2,4 %                                                                    | 1,3 %                                                                    | 2,4 %                                                                    |                                                                          |
| 2009-2011 | 4,0 %                                                                    | 5,7 %                                                                    | 3,8 %                                                                    | 2,7 %                                                                    | 1,6 %                                                                    | 3,1 %                                                                    |                                                                          |
| 2012-2014 | 4,6 %                                                                    | 6,5 %                                                                    | 4,2 %                                                                    | 2,8 %                                                                    | 1,7 %                                                                    | 3,4 %                                                                    |                                                                          |

În ultimul val, 4,1 % dintre bărbați și 2,8 % dintre femei au fost identificate drept homosexuali. Bărbații au depășit femeile între homosexuali din toate grupele de vârstă. Pentru ambele sexe, ponderea identificată drept homosexual în ultimul val a fost cea mai mare la grupa cu vârstă 20-29 ani (bărbați: 7,6 %, femei: 5,5 %).

### Austria
2018
Un studiu din 2018 a raportat că procentul de persoane identificate ca LGB (fără TQIA) în Austria a fost de 6,2 % (împărțit în 5,5 % pentru bărbați și 6,8 % pentru femei).

### Brazilia
1998

Steagul Braziliei

Într-un eșantion de 2.054 brazilieni cu vârsta cuprinsă între 18 și 60 de ani, a constatat că 14 % (sau 15 % dintre bărbați și 13 % dintre femei) simt cel puțin o atracție de același sex, în timp ce 70 % nu se simt astfel. atracție; restul de 16 % nu au răspuns la întrebare. 
74 % la sută dintre brazilieni au declarat că nu au experimentat niciodată homosexualitatea, 16 % au refuzat să răspundă la întrebare, iar 9 % au spus că au experiență homosexuală. 
Procentul cu experiență homosexuală a fost mai mare în rândul bărbaților (14 %) decât în rândul femeilor (5 %) și mai mare și în rândul celor cu mai multă educație formală (15 %), single (12 %) și nord-estici (11 %). Protestanții non-religioși (18 %) și penticostali (11 %) au avut mai multe șanse să aibă experiențe homosexuale decât catolicii (8 %).
2013

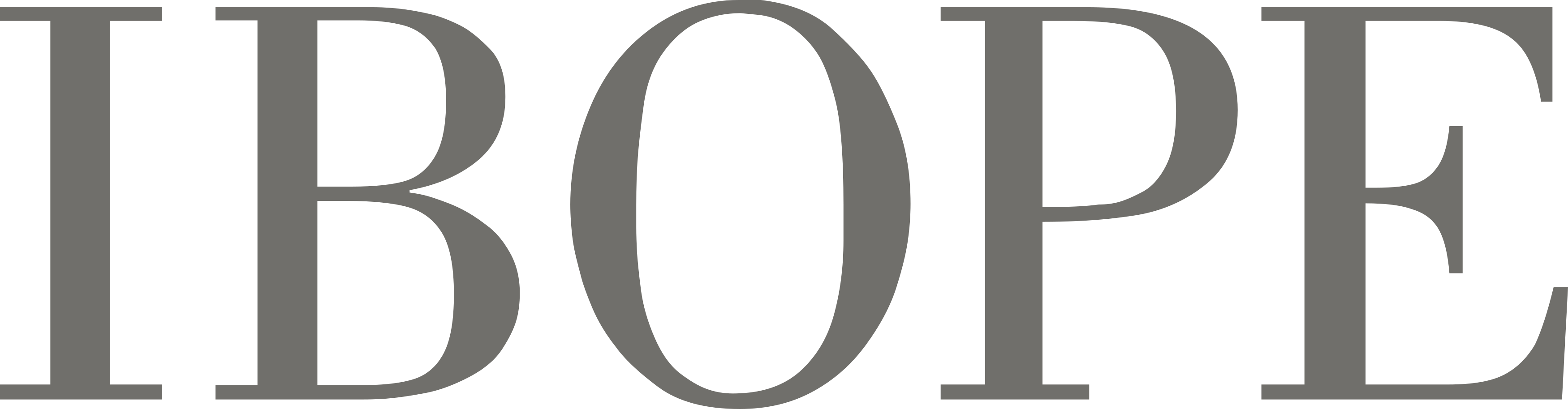
Sigla "Brazilian Institute of Public Opinion and Statistics"

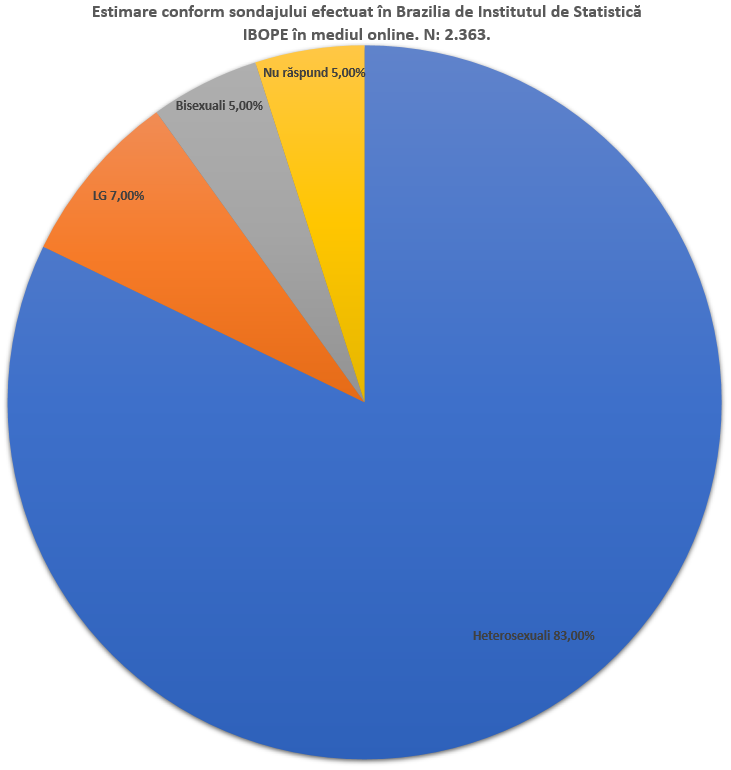
Sondaj Brazilia LGBT

Într-un sondaj IBOPE, cu un eșantion de 2.363 internauți brazilieni ponderați pentru reprezentativitate națională, s-au constata următoarele 
- 83 % s-au declarat heterosexuali,
- 7 % homosexuali,
- 5 % bisexuali,
- 5 % au refuzat să își dezvăluie orientarea.

De două ori mai mulți bărbați decât femei identificate ca gay sau bisexuali (16 % față de 8 %). Persoanele cu vârste cuprinse între 18 și 29 de ani au fost cele mai susceptibile de a fi identificate ca non-heterosexuale (15 %), urmate de cei între 30 și 49 de ani (10 %). Doar 5 % din populația în vârstă de 50 de ani sau mai mult se consideră gay sau bisexuali. 
În rândul non-heterosexuali, 42 % au spus că nu au religie, comparativ cu 13 % din populația heterosexuală. Clasa de mijloc a avut cel mai mare procent de non-heterosexuali (14 %), clasa superioară, 11 %. Clasele inferioare-medii și joase aveau 10 % homosexuali și bisexuali. Între regiunile braziliene, Brazilia de Nord a avut cel mai mic procent de non-heterosexuali (2 %). Toate celelalte regiuni au avut procente de sau peste 10 %, Centru-Vest raportând cel mai mare (14 %).

### Canada
2012
Într-un sondaj telefonic interactiv cu răspuns vocal la aproximativ 2.700 de canadieni, 5,3 % au fost identificați ca persoane gay, lesbiene, bisexuale sau transsexuale. Canadienii cu vârste cuprinse între 18 și 34 de ani au fost mult mai susceptibili să identifice drept LGBT (11,1 %) decât cei mai învârstă (2,6-3,4 %).
2016
Un sondaj realizat doar pe femei a constatat că 8 % dintre femeile canadiene se identifică ca fiind gay sau bisexuale. 

### China
2015
Într-un studiu făcut de prof. Pan Suiming și colab. s-a constat că 7,4 % din bărbații chinezi și 2,5 % din femeile chineze au avut o puternică dorință erotică față de persoanele de același sex. La întrebarea "Te identifici homosexual?" 5,8 % au răspuns da.

### Emiratele Arabe Unite
2010
În general în tările musulmane homosexualitatea e pedepsită cu moartea. Povestirile din februarie ale anului 2010 sugerează că există încă "temeri" tot mai mari de lesbianism [sau comportament sexual non-heteronormativ] în toate școlile de fete din EAU. Un student [anonim] estimează că aproximativ 1/3 dintre rezidenți sunt lesbiene [sau cu comportament bisexual]. Aceste "temeri" au condus la reguli stricte privind îmbrăcarea adecvată chiar și în interiorul camerelor, interzicând rochiile fără mâneci și pantalonii scurți.

### Filipine
2002
Un sondaj privind fertilitatea și sexualitatea adulților tineri realizat în 2002 de către Institutul pentru populație al Universității din Filipine și Fundația de Cercetare și Dezvoltare Demografică a constatat că aproximativ 11 % dintre tinerii activi sexual cu vârsta între 15–24 de ani au făcut sex cu o persoană de același sex.

### Franța
1992
Un studiu realizat pe 20.055 de persoane a descoperit că 4,1 % dintre bărbați și 2,6 % dintre femei au avut cel puțin o întâmplare homosexuală în timpul vieții.
2014
Bazat pe sondaj cu aproximativ 10.000 de respondenți, IFOP a estimat că 90 % dintre francezi sunt heterosexuali, 3 % se identifică ca bisexuali și 4 % se consideră homosexuali. Două procente spun că nu au adoptat o definiție pentru sexualitatea lor și 1 % nu au dorit să răspundă. 
Mai multe femei decât bărbați sunt heterosexuali (93 % vs. 86 %), în timp ce mai mulți bărbați decât femei se identifică ca homosexuali (7 % vs. 1 %) și în mai mică măsură bisexuală (4 % vs. 2 %). O identitate homosexuală sau bisexuală a fost mai frecventă la persoanele cu vârste cuprinse între 18 și 49 de ani (9 %) decât în rândul celor cu vârste cuprinse între 50 și 64 de ani (6 %) sau peste 65 (4 %). Mai multe persoane singure decât persoanele în relații identificate ca homosexuale sau bisexuale (11 % v. 6 %). De asemenea, o identitate LGB este mai frecventă în rândul persoanelor care au spus că au avut mai mult de 10 parteneri sexuali sau deloc în comparație cu cei care au avut niveluri intermediare de experiență sexuală.
2016
Un sondaj realizat doar de femei a constatat că 4 % dintre femeile franceze se identifică ca fiind gay sau bisexuale. În categoria femeilor cu vârsta sub 25 de ani, 9 % se identifică bisexuali și 1 % drept lesbiene. 
Într-un alt sondaj IFOP efectuat asupra rezidenților de la Paris, 79 % dintre bărbați și 90 % dintre femei au fost identificate drept heterosexuali, 13 % dintre bărbați și 1 % dintre femei drept homosexuali, iar 6 % dintre bărbați și 4 % dintre femei bisexuali.
2019
Într-un sondaj online din ianuarie 2019 efectuat în Franța pe 218.160 respondeți (m= 85.206; f= 132.954) și cu vârste cuprinse între 18-34 de ani, 12 % dintre femeile tinere care au răspuns și 8 % dintre bărbații tineri care au răspuns au declarat că au deja o relație homosexuală și s-au bucurat de ea. Se poate afirma că generațiile mai tinere sunt mai deschise cu privire la sexualitate și gen și, în general, 86 % dintre cetățenii francezi consideră că homosexualitatea este o orientare sexuală și romantică care ar trebui acceptată de societate.

### Germania
2015
Conform datelor adunate, analizate și procesate de compania de cercetare de piață independentă din Marea Britanie, YouGov, se va afișa modul în care sunt distribuiți adulții germani de-a lungul scării Kinsey, pe două mari grupe de vârstă: 

Comportamentul sexual în Germania. Rezultatele unui sondaj reprezentativ. 2016

| Orientarea sexuală a germanilor (N = 1.122)     | Orientarea sexuală a germanilor (N = 1.122) | Orientarea sexuală a germanilor (N = 1.122)                        | Orientarea sexuală a germanilor (N = 1.122)                   | Orientarea sexuală a germanilor (N = 1.122) | Orientarea sexuală a germanilor (N = 1.122)                    | Orientarea sexuală a germanilor (N = 1.122)                         | Orientarea sexuală a germanilor (N = 1.122) | Orientarea sexuală a germanilor (N = 1.122) |
| Categoria de vârstă                             | Heterosexualitate exclusivă                 | Heterosexualitate predominantă cu atracție homosexuală incidentală | Heterosexualitate predominantă cu atracție homosexuală comună | Bisexualitate                               | Homosexualitatea predominantă cu atracție heterosexuală comună | Homosexualitatea predominantă cu atracție heterosexuală incidentală | Homosexualitatea exclusivă                  | Nu știe                                     |
| ----------------------------------------------- | ------------------------------------------- | ------------------------------------------------------------------ | ------------------------------------------------------------- | ------------------------------------------- | -------------------------------------------------------------- | ------------------------------------------------------------------- | ------------------------------------------- | ------------------------------------------- |
| Toți adulții                                    | 63 %                                        | 10 %                                                               | 5 %                                                           | 4 %                                         | 1 %                                                            | 1 %                                                                 | 3 %                                         | 13 %                                        |
| Adulți cu vârste cuprinse între 18 și 24 de ani | 45 %                                        | 20 %                                                               | 11 %                                                          | 5 %                                         | 1 %                                                            | 2 %                                                                 | 2 %                                         | 13 %                                        |

2016
Într-un sondaj reprezentativ la nivel național, cu peste 2.500 de germani (55 % femei), s-a constatat că 86 % dintre bărbați și 82 % dintre femei se identifică ca fiind exclusiv heterosexuali, 3 % dintre bărbați și 4 % dintre femei sunt în cea mai mare parte heterosexuali, adică non-heteronormativi, 1 % din fiecare sex s-au declarat bisexuali și 1,5 % ca predominant sau exclusiv homosexuali. Alte orientări sexuale au fost raportate de 3 % dintre bărbați și 4 % de femei. Un procent din fiecare sex a fost incert. 4 % dintre bărbați și 7 % dintre femei nu au răspuns.

### Irlanda
2006
Un studiu al răspunsurilor a 7.441 de persoane, realizat de ESRI, a constatat că 2,7 % dintre bărbați și 1,2 % dintre femei s-au autoidentificat drept homosexuali sau bisexuali. O întrebare bazată pe o variantă a scării Kinsey descoperit că 5,3 % dintre bărbați și 5,8 % dintre femei au raportat o atracție de același sex. Dintre cei chestionați, 7,1 % dintre bărbați și 4,7 % dintre femei au raportat o experiență homosexuală ceva timp în viața lor până acum. De asemenea, sa constatat că 4,4 % dintre bărbați și 1,4 % dintre femei au raportat o experiență intimă cu același sex (sex oral sau anal sau orice alt contact genital) în viața lor până la momentul respectiv.

### Islanda
2005
O estimare din 2005 a dat aproximativ 6,9 % ca proporție a populației care este homosexuală în Islanda.

### Israel
2012
Într-un eșantion reprezentativ al populației evreiești israeliene cu vârste cuprinse între 18 și 44 de ani, s-a constatat că 11,3 % dintre bărbați și 15,2 % dintre femei s-au auto-raportat atracție față de același sex, 10,2 și 8,7 % au raportat întâlniri de aceeași sex, în timp ce 8,2 și 4,8 % auto-identificați ca bărbați gay sau bisexuali, respectiv femei lesbiene sau bisexuale. O identitate non-heterosexuală a fost mai frecventă în Tel Aviv decât în alte părți ale țării și, printre bărbați, a fost corelată și cu vârsta mai tânără.
2015
Într-un sondaj care utilizează scara Kinsey, 4,5 % dintre israelienii non-religioși s-au plasat pe punctele 5 sau 6 pe scară, indicând o orientare homosexuală cu o atracție minoră sau inexistentă de sex opus și 91,5 % s-au plasat pe punctele 0 sau 1, care indică o orientare heterosexuală cu o atracție minoră sau inexistentă de același sex. În categoria adulților tineri, cu vârste cuprinse între 18 și 24 de ani, 7,4 % s-au plasat pe punctele Kinsey 5 sau 6, iar 80 % pe punctele 0 sau 1. În comparație cu populația mai mare, mai mulți adulți tineri s-au plasat și pe punctul 3 din scara Kinsey, ceea ce înseamnă că atracția egală față de ambele sexe (4,2 % față de 1 %), iar pe punctul 2, însemnând o orientare în mare parte heterosexuală cu atracție homosexuală majoră ( 7,4 % v. 2,3 %). Punctul 4 al scării Kinsey, care indică o orientare majoritar homosexuală cu atracție heterosexuală majoră, conținea o pondere similară a adulților tineri și a tuturor adulților (1,1 % v. 0,7 %).

### Italia
2011

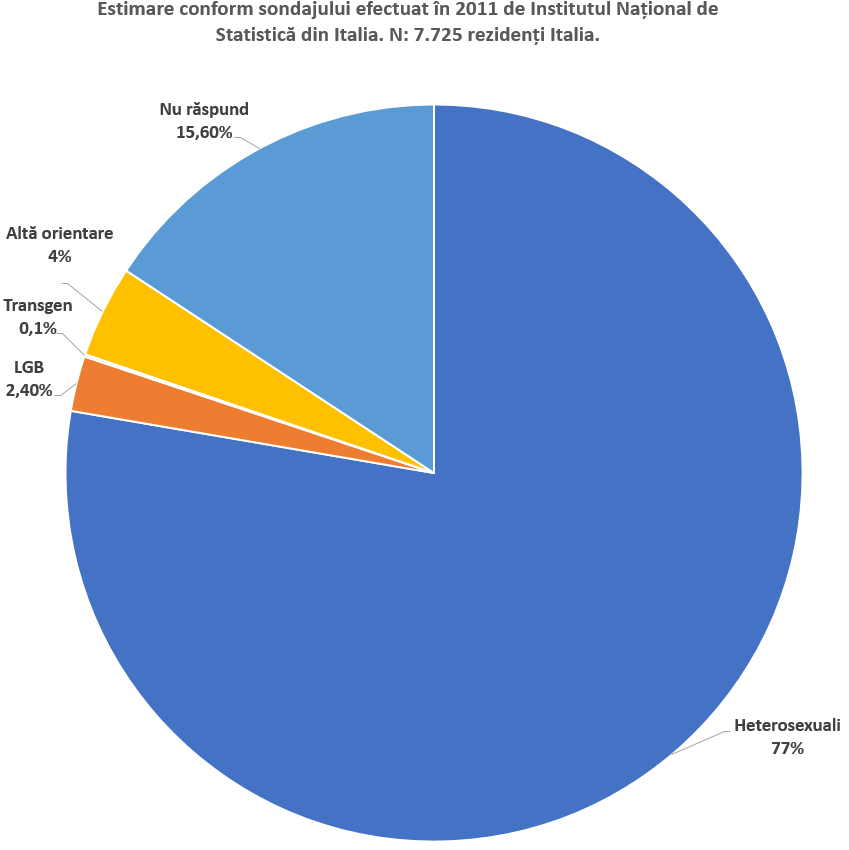
Sondaj Italia 2011 - persoane LGBTQIA

Un sondaj aleatoriu efectuat pe 7.725 de italieni (18–74 ani) realizat de Institutul Național de Statistică în perioada iunie-decembrie 2011 cu tehnica CAPI constatat că aproximativ 2,4 % din populație s-a declarat homosexual sau bisexual, 77 % heterosexual, 0,1 % transsexuali, 4 % au declarat „alta”, 15,6 % nu au răspuns. 
Un sondaj extins care include toate persoanele care în timpul vieții lor s-au îndrăgostit sau s-au îndrăgostit de un individ de același sex sau care au avut relații sexuale cu un individ de același sex, crește procentul la 6,7 % din populație. Mai mulți bărbați decât femei, mai nordici decât din sud mai tineri decât oamenii în vârstă s-au identificat ca homosexuali. La sondaj au participat membrii a 7725 de familii distribuite pe 660 de municipalități italiene. 

### Japonia
2015
Noua estimare Dentsu pentru populația LGBT din Japonia a fost de 7,6 % pentru persoanele cu vârsta între 20 și 59 de ani.
2018
Noua estimare a Dentsu pentru populația LGBT din Japonia a fost de 8,9 % pentru persoanele cu vârsta între 20 și 59 de ani.
2019
Japan LGBT Research Institute un grup de reflecție din Tokyo specializat în probleme legate de minoritățile sexuale, a efectuat sondajul în aprilie și mai pe 428.000 de persoane cu vârste cuprinse între 20 și 69 de ani. A primit 348.000 de răspunsuri valide și aproximativ 10,8 % au fost identificate ca LGBT sau o altă minoritate sexuală. După orientarea sexuală, 2,8 % s-au descris ca bisexuali, în timp ce 1,4 % au spus că își pun sub semnul întrebării sexualitatea. Proporția care s-a descris ca fiind asexuată sau homosexuală a fost de 0,9 % pentru fiecare categorie în parte. După identitatea de gen, 2,5 % s-au identificat ca nebinare (care nu se identifică strict ca bărbați sau femei), urmate de persoane transgen la 1,8 %, în timp ce 1,2 % au spus că își pun la îndoială identitatea de gen.

### Mexic
2017
Potrivit unui studiu reprezentativ la nivel național organizat de Kantar TNS, 88 % dintre bărbații mexicani cu vârsta cuprinsă între 18 și 30 de ani se identifică ca heterosexuali, 6 % ca homosexuali, 5 % ca bisexuali și 1 % ca "altceva". 

### Noua Zeelandă
2013-2014
Conform rezultatelor celui de-al cincilea val al Studiului Atitudinilor și Valorilor din Noua Zeelandă, care a intervievat peste 14.000 de persoane despre orientarea lor sexuală, 94,2 % dintre neozeelandezii se identifică ca heterosexuali, 2,6 % ca gay sau lesbiene, 1,8 % ca bisexuali, 0,6 % ca bi-curios, 0,5 % ca pansexual și 0,3 % asexual. Nu s-au găsit diferențe de gen în ponderea neozeelandezi identificându-se drept heterosexuali (94,1 % dintre bărbați și 94,4 % dintre femei) sau pansexual (0,5 % dintre bărbați și femei), dar bărbații au fost mai predispuși să identifice drept homosexuali (3,5 %) decât femeile (1,8 %), iar femeile au fost mai predispuse decât bărbații să identifice ca bisexuali (2,1 % față de 1,5 %), bicuriosi (0,7 % v. 0,4 %) și asexuali (0,4 % v. 0,1 %). Femeile din toate categoriile non-heterosexuale au fost semnificativ mai tinere decât femeile din categoria heterosexuală. Bărbații din categoriile homosexuali, bisexuali și bi-curious au fost, de asemenea, semnificativ mai tineri decât bărbații heterosexuali.

### Olanda
2009
Într-un reprezentant național, un eșantion online de 3145 de bărbați și 3283 de femei, 3,6 % dintre bărbați și 1,4 % dintre femei identificate ca fiind gay. Alte 5,5 % dintre bărbați și 7,4 % dintre femei au fost identificate bisexuale. Autoidentificarea a fost evaluată pe o scară de 5 puncte și toate cele trei opțiuni neexclusive au fost combinate pentru autoidentificarea bisexuală. Atracția de același sex este mai răspândită decât orientarea homo- sau bisexuală. Dintre bărbați, 9,9 % au raportat cel puțin o atracție de același sex (4,2 % exclusiv). În rândul femeilor, aceasta a fost de 10,9 % (1,5 % exclusiv), dintre care un grup mare a raportat în principal atracție heterosexuală. Dintre bărbați, 3,6 % au avut relații sexuale cu bărbați în ultimele șase luni și încă 2,0 % atât cu bărbați, cât și cu femei. Pentru femei, aceste procente au fost de 1,6 %, respectiv 0,8 %. Autoidentificarea homosexuală sau bisexuală fără atracție între persoane de același sex a fost aproape inexistentă. Cu toate acestea, nu toți bărbații și femeile care s-au simțit atrași de propriul gen, identificați ca homosexuali sau bisexuali. 
Un comportament sexual de același sex s-a produs în rândul bărbaților și femeilor care nu au raportat nici o atracție de același sex sau o identificare homosexuală sau bisexuală, mai ales atunci când a fost considerat un comportament sexual pe tot parcursul vieții. 
2012
Pentru Țările de Jos, raportul din 2012 „Not too far out of the closet” al Oficiului de planificare socială și culturală a arătat că aproximativ 4 % dintre bărbați și 3 % dintre femei se consideră homosexuali, respectiv identifică drept lesbiene. 3 % dintre bărbați și 3 % dintre femei se consideră bisexuali, dar 10 % dintre bărbați și 12 % dintre femei au indicat că au întreținut relații sexuale cu persoane de același sex în una sau mai multe ocazii.
2016
Un sondaj realizat doar de femei a constatat că 8 % dintre femeile olandeze se identifică ca fiind gay sau bisexuale.

### Peru
2020
Într-un sondaj efectuat de Ministerul Justiției din Peru și IPSOS Arhivat în 27 octombrie 2020, la Wayback Machine., s-a constatat că 8 % din peruanii cu vârsta peste 18 ani consideră că au o orientare sexuală diferită de cea heterosexuală, deci se estimează că populația LGBT din Peru este de 1.700.000.

### Polonia
2008

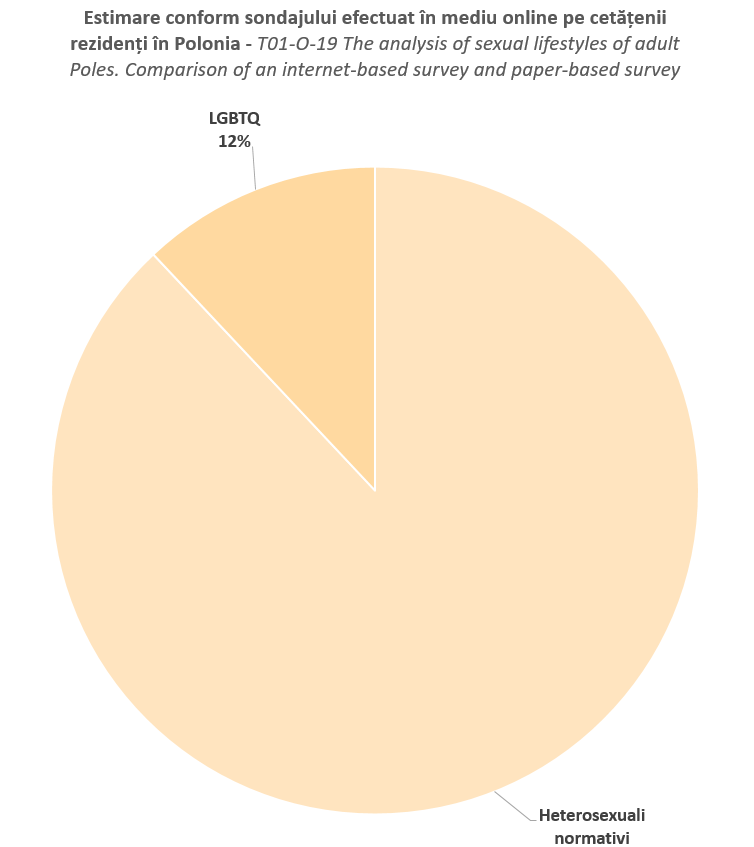
Sondaj online persoane LGBT - Polonia - 2008

O cercetare făcută pe voluntari polonezi a arătat că diferite moduri de sondaj produc diferențe semnificative în ponderea persoanelor care admit atracția homosexuală. 
În sondajele realizate pe hârtie, 6 % dintre respondenți au raportat o atracție de același sex, comparativ cu 12 % dintre respondenții online. Nu au existat alte diferențe semnificative în alte aspecte ale vieții sexuale, iar cele două seturi de voluntari au fost similare în funcție de vârstă, educație și locație geografică.
Un alt studiu a arătat că 4,9 % dintre polonezi au fost identificați ca LGBT (5,5 % pentru bărbați și 4,3 % pentru femei).

### Portugalia
2005

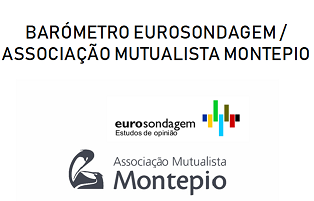
Comapanie de sondare din Portugalia: Eurosondagem

Un sondaj național realizat în 2005 de Eurosondagem pentru ziarul național săptămânal Espresso, a relevat că aproximativ 9,9 % (1 milion) din portughezi sunt homosexuali. Acest studiu a utilizat sondaje anonime și confidențiale. Pentru persoanele mai mari de 15 ani, 7 % au declarat că sunt homosexuali, 2,9 % că sunt bisexuali și 90,1 % sunt heterosexuali. Printre cei care indică faptul că sunt homosexuali sau bisexuali, nu a existat nicio diferență majoră între bărbați (7,3 % și 2,8 %) și, respectiv, femei (6,8 % și 3 %). 
Doar aproximativ 50 % din persoanele LGB din Portugalia erau deschise social în ceea ce privește orientarea lor sexuală.
2012

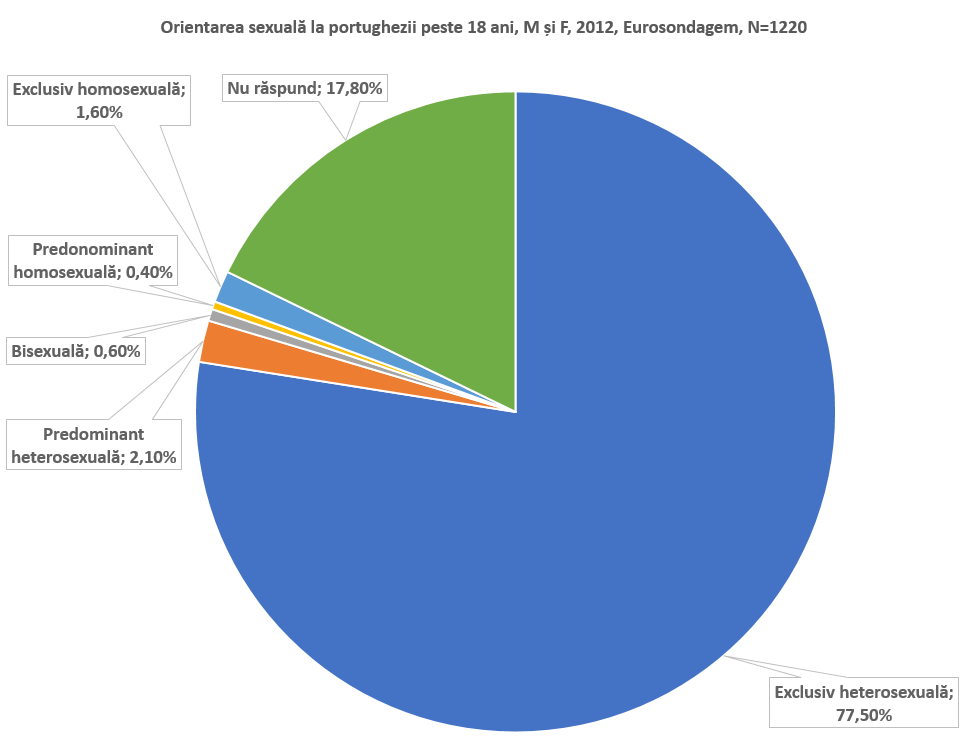
Orientarea sexuală la portughezii peste 18 ani. M și F. 2012

Un alt sondaj din 2012 pentru același ziar săptămânal, cu 1.220 de respondenți care au peste 18 ani, a utilizat un sondaj de 100 de întrebări despre sexualitate. Ei au descoperit că 77,5 % sunt exclusiv heterosexuali, 2,1 % sunt predominant heterosexuali, 0,6 % sunt bisexuali, 0,4 % sunt predominant homosexuali și1,6 % sunt exclusiv homosexuali și 17,8 % au preferat să nu răspundă despre orientarea lor sexuală. 
|                              | Exclusiv heterosexuală | Predominant heterosexuală | Bisexuală | Predominant homosexuală | Exclusiv homosexuală | Nu răspund |
| ---------------------------- | ---------------------- | ------------------------- | --------- | ----------------------- | -------------------- | ---------- |
| Procent din populația totală | 77,5 %                 | 2,1 %                     | 0,6 %     | 0,4 %                   | 1,6 %                | 17,8 %     |

Dintre cei care s-au identificat ca heterosexuali, 5,7 % au afirmat că au sărutat o persoană de același sex, 1,3 % au afirmat că au simțit atracție, iar 1 % au afirmat că au făcut deja relații sexuale cu cineva de același sex.

### Regatul Unit
1992
Un studiu realizat pe 8.337 de bărbați britanici a descoperit că 6,1 % au avut o „experiență homosexuală” și 3,6 % au avut mai mult de un partener homosexual.
2009
Într-un sondaj online cu peste 75.000 de respondenți YouGov din Marea Britanie, 90.9 % au fost identificați ca heterosexuali, 5.8 % ca gay, lesbiene sau bisexuali, 1.3 % au optat pentru a nu da un răspuns și 2.1 % au dat alte motive. Eșantionul a fost recrutat pentru a se potrivi îndeaproape cu populația britanică totală pe variabile demografice precum vârsta, sexul, statutul ocupării și clasificarea socio-economică. În rândul bărbaților, în jur de 89 % au fost identificați ca heterosexuali, 5,5 % identificați ca homosexuali și 2,5 % bisexuali. Femeile drepte au constituit aproximativ 93 % din toate femeile, lesbienele au fost 1,4 %, iar femeile bisexuale 2,3 %. Un pic peste două procente din fiecare sex identificat drept „Altele”, iar puțin peste 1 % nu a dorit să indice o orientare sexuală. Non-heterosexualii au avut tendința de a fi mai tineri, iar acest lucru a fost în special în cazul femeilor bisexuale și al bărbaților gay, ale căror vârste medii au fost de 32 și respectiv 36 de ani, comparativ cu media de 47 în rândul heterosexuali. Minoritățile etnice au fost mai puțin susceptibile să se identifice ca homosexuale sau lesbiene decât albii (1,4 % față de 3,5 %), dar au fost mai predispuși să nu dezvăluie orientarea lor sexuală (7,5 % față de 0,9 %). Minoritățile sexuale au avut tendința de a se concentra mai mult în anumite părți ale țării - în special în Londra, unde 27 % dintre bărbați și lesbiene gay, precum și 19 % dintre bisexuali, au luat rezidența, comparativ cu doar 14 % dintre heterosexuali. Statutul ocupării forței de muncă a fost, de asemenea, corelat cu orientarea sexuală, întrucât mai mulți bărbați decât bărbații drepți au lucrat cu normă întreagă (trei sferturi v. 57 %) și același lucru a fost valabil și în rândul femeilor (lesbiene: 58 %, femei drepte: 41 %). În mod similar, bărbații homosexuali (73 %) și lesbienele (66 %) au fost suprareprezentate între clasele superioare (clasele ABC1), deși diferența dintre heterosexuali și bisexuali (54 % v. 58 %) nu a fost semnificativă statistic. Oamenii LGB - în special lesbieniiele - au avut, de asemenea, în medie o realizare educativă mai mare. 
2015
Într-un sondaj efectuat de YouGov pe 1.632 de adulți, s-a constatat 
- 5,5 % au fost identificați ca homosexuali,
- 2,1 % ca bisexuali și
- 88,7 % ca heterosexuali.

Solicitat să se plaseze pe scara Kinsey, 72 % din toți adulții și 46 % dintre adulții cu vârste cuprinse între 18 și 24 de ani, au ales un scor de zero, ceea ce înseamnă că sunt identici ca fiind complet heterosexuali. Patru procente din totalul eșantionului și 6 % dintre adulții tineri au ales un scor de șase, ceea ce înseamnă o identitate total homosexuală. Simon LeVay a criticat acest sondaj ca fiind de încredere, deoarece respondenții nu au fost eșantionați la întâmplare din întreaga populație.
2017
Potrivit unui studiu reprezentativ la nivel național organizat de Kantar TNS, 87 % dintre bărbații britanici cu vârsta cuprinsă între 18 și 30 de ani se identifică ca heterosexuali, 7 % ca homosexuali, 5 % ca bisexuali și 2 % ca altceva. 
Sondajul generalist BBC 2017
Un sondaj Ipsos MORI în numele BBC constatat că britanicii cu vârste cuprinse între 16 și 22 de ani (numiți și Generația Z) au cote mai mici de a se identifica drept exclusiv heterosexual (66 %) decât cei care aparțin generației Millennial (71 %), Generația X (85 %) sau Baby Boomers (88 %). În cadrul Generației Z, au existat mai multe diferențe importante de gen în identitatea sexuală: bărbații tineri aveau mai multe șanse să se identifice ca fiind complet heterosexuali decât femeile tinere (73 % v. 59 %), în timp ce femeile tinere au avut șanse mai mari să se identifice drept neexclusiv heterosexuale (19  %) și bisexuale (14 %) decât bărbații tineri (10 %, respectiv 5 %). Nu au existat diferențe semnificative de gen în ceea ce privește ponderea, identificându-se ca preponderent sau exclusiv homosexual (5 % pentru fiecare sex), dar bărbații din Generația Z au avut o probabilitate semnificativ mai mare de a refuza dezvăluirea orientării lor sexuale (7 %) decât omologii lor (3 %). Tinerii exclusiv heterosexuali au fost, de asemenea, mai puțin susceptibili să se descrie ca fiind activi în politică, dar au fost mai susceptibili să creadă că se bucură de o viață mai bună decât Millennials. 
În rândul adulților mai în vârstă, nu au existat diferențe între ponderea bărbaților (82 %) și a femeilor (80 %) identificându-se exclusiv heterosexual. Însă mai multe femei decât bărbați au fost identificate mai ales heterosexuale (11 % v. 6 %), în timp ce mai mulți bărbați decât femeile au fost identificate exclusiv homosexual (4 % v. 2 %) și mai ales homosexuali (2 % v. 0,4 %). Heterosexualii exclusivi au avut mai multe șanse să voteze „OUT” la referendumul britanic din 2016 pentru a părăsi Uniunea Europeană, în timp ce majoritatea heterosexualilor și homosexualilor exclusivi au fost suprareprezentate în rândul alegătorilor „IN”.

### România
1994

Steagul României

Statisticile existente, mai vechi, la nivel european arată că 10 % (estimare minimă) din populația unei țări este formată din persoane LGBT, așadar, în România se estimează că sunt 1.900.000 de persoane născute cetățeni români etichetate ca LGBT (neincluzînd acronimul LGBTQIA+). În România nu există nici o statistică în acest sens, deși comunități LGBT importante se găsesc în orașele mari precum București, Cluj-Napoca, Constanța sau Timișoara. Totuși, date furnizate de fosta Comisie pentru Drepturile Minorităților Sexuale estima în 1994 ponderea populației homosexuale din România la 4 % (estimare minimă) din totalul populației.
Cercetătorul Sorin M. Rădulescu, luând în seamă estimările minime asupra homosexualității masculine făcute de sexologii și sociologii occidentali și datele recensământului populației din 1992, obținea "un total de aproximativ 224.000 de homosexuali exclusivi (circa 2 % din totalul populației masculine)", la care adaugă un număr de circa 560.000 (5 % din totalul populației masculine) de bisexuali din cetățenii născuți români prezenți pe teritoriul statului român la efectuarea Recensământului. În aceste estimări, Rădulescu nu a luat în calcul numărul lesbienelor și nici al persoanelor care, de-a lungul vieții lor, au avut anumite experiențe homosexuale și bi-curioși dar pe care nu le-a inclus în populația non-heteronormativă masculină sau feminină și nici nu a inclus persoanele intersex, asexuale și transgen.
2020
Fără legătură cu orientarea sexuală, ci cu identitatea de gen, se estimează că în România sunt născute 120.000 (aproximativ 0,6 %) de persoane transgen dar parte a comunității LGBTQIA+. De asemenea, deși, nu are legătură cu orientarea sexuală sau identitatea de gen, se estimează că sunt între 0,2-2,0 % persoane născute intersex. Se estimează, în mare, că 1 % din populație are o orientare asexuală înnăscută fără a ține cont de persoanele trecute de o anume vârstă. Așadar, procentul estimat aferent comunității LGBTQIA+ din România poate fi mult mai mare.
2021
“S-a observat că în orice cultură și rasă există o populație în jur de 4-20 % care se declară homosexuală sau bisexuală indiferent de sex sau gen resimțit. Procentul de indivizi de sex masculin cu orientare homosexuală sau bisexuală e în strânsă legătură cu ordinea nașterii fraților așa cum s-a constat în țările din America Latină în special Brazilia; [și în] Canada, SUA, India, țările din Europa de Est, țările vorbitoare de arabă și țările din Asia de Sud-Est. Pentru țările din Africa nu există date. În România s-a observat că persoanele bisexuale și cele homosexuale au în medie peste doi copii, fie prin reproducere sexuată, cele mai multe cazuri, fie prin adopție sau au grijă de copiii altor rude plecate în străinătate pe care îi consideră proprii copii adoptați. Dar și au mai devreme decât omologii lor heterosexuali care în medie au 1,5 copii și la o vârstă din ce în ce mai înaintată. În România se estimează grosso-modo că sunt 7-12 % persoane cu comportament homosexual sau bisexual, însă conform multor analize s-a constat că majoritatea este emigrantă; analizele dificile pe aceștia fiind făcute de la distanță folosind rețelele de socializare. Procentul e sesizabil mai mare la cei care formează așa-numita generație a decrețeilor dar și a celor născuți în cele două decenii de după anul 1990. Foarte puțini își fac coming-out-ul public dar mulți își fac în cercul intim al familiei sau prietenilor deoarece provin din medii profund homofobe precum medii ultra-religioase sau medii dezavantajate educațional precum cei din etnia romă. S-a observat că cele mai multe persoane de cetățenie română născute cu orientare non-heterosexuală provin din aceste două medii. Se estimează că aproape 20 % dintre bărbații din aceste două medii analizate sunt non-heteronormativi. Femeile non-heteronormative nu au fost analizate datorită faptului că nu există o teorie clară cu privire la persoanele de sex feminin cu orientare non-heterosexuală și astfel erau greu de identificat.”[citare ulterioară]
"Datorită presiunii Referendumului se estimează că minim 110 000 de cupluri etichetate ca queer, în care [cel puțin] unul dintre soți [sau parteneri] era non-heteronormativ s-au destrămat. S-a observat că rata emigrării populației a crescut peste medie în timpul organizării Referendumului și la scurt timp după. De asemenea s-a observat, însă la doi ani de la organizarea Referendumului, că rata depresiilor în rândul tinerilor sub 24 de ani născuți LGBTI a crescut de 7 ori, peste orice medie.”
2023
Un studiu realizat de Ipsos și publicat în 2023 rezumă că „Atât în România, cât și la nivel global, 9 % dintre adulți se identifică drept LGBT+.“ Studiul Ipsos s-a desfășurat sub forma interviurilor online în 30 de țări, în perioada 17 februarie - 3 martie 2023. Au fost intervievați în total 22.514 adulți, dintre care 500 în România. Adulții intervievați au vârste cuprinse între 18-74 de ani în Canada, Africa de Sud, Turcia si Statele Unite, 20-74 de ani in Thailanda, 21-74 în Singapore, respectiv 16-74 în toate celelalte țări, inclusiv România. În România rezultatele studiului sunt reprezentative pentru populația cu acces la internet. Eroarea maximă de eșantionare la un interval de încredere de 95 % este ±4 %.

### Rusia
Nu există date publice.

### Spania
2016
Un sondaj realizat doar pe femei a constatat că 9 % dintre femeile spaniole se identifică ca fiind gay sau bisexuale. 
2017
A șasea ediție a sondajului de comportament sexual Barómetro Control, care a fost realizat în 2017 și care este reprezentativ pentru populația spaniolă cu vârste cuprinse între 18 și 45 de ani, a constatat că 
- 82 % dintre tinerii adulți spanioli se identifică ca heterosexuali,
- 6,8 % ca homosexuali de sex masculin,
- 8,3 % ca femei homosexuale și
- 2,9 % bisexuale.

Date noi vor fi disponibile la sfârșitul anului 2019.

### Suedia
2003
Într-un sondaj anonim pe 1.978 de elevi de liceu efectuat în 2003, respondenții au răspuns la o întrebare cu privire la atracția de același sex, alegând un număr pe o scară Likert în 5 puncte (1 = nu și 5 = puternic). Cei care au marcat numărul 5 au constituit 4 % din eșantion și cei care au marcat numerele 3 sau 4, prezentați de cercetători drept auto-raportare „oarecare” atracție de același sex, 7 %.

### Statele Unite ale Americii
2014
Relationships in America

Steagul Statelor Unite ale Americii

Conform Austin Institute, un institut conservator, de dreapta, din statul Texas, SUA (date publicate în 2014) „Cifrele lui Gates sunt puțin mai mici decât atât din sondajul Relationships in America, care estimează că 3,9 % dintre femei și 5,6 % dintre bărbați se identifică drept homosexuali, lesbiene sau bisexuali, reprezentând puțin peste 11 milioane adulți la nivel național.30 30 De asemenea, constatăm că 11 la sută dintre femei și 9 la sută dintre bărbați s-au implicat la un moment dat în comportamente sexuale între persoane de același sex, aproximativ de două ori numărul celor care se identifică ca lesbiene, gay sau bisexuali. Aceste estimări nu includ, de asemenea, 3,5 % dintre bărbați și 9 % dintre femei care spun că sunt în mare parte heterosexuali, dar cel puțin uneori atrași de persoane de același sex. Rețineți că estimările noastre sunt doar pentru vârstele între 18 și 60 de ani, așa că pot diferi ușor de estimările dr. Gates și CDC din acest motiv.”
2017
Sondajul Gallup
Demografia orientării sexuale și a identității de gen în Statele Unite au fost studiate în științele sociale în ultimele decenii. Un sondaj Gallup 2017 a concluzionat că 4,5 % dintre americanii adulți au fost identificați ca LGBT și 5,1 % dintre femei identificându-se drept LGBT, comparativ cu 3,9 % dintre bărbați.
Sondajul The Williams Institute
Un sondaj diferit din 2016 dar prezentat în 2017, de la The Williams Institute at UCLA School of Law, a estimat că 0,6 % dintre adulții americani se identifică drept transgender.
Analizarea raportărilor din motorul de căutare Google
Fiind analizate raportările publicate de compania Alphabet Inc. s-a constatat că cuvântul „gay” este de 10 % probabil să finalizeze căutările care încep cu „Este soțul meu ...” comparativ cu exprimările care se termină cu cuvântul „înșeală” raportate pentru 2017 de motorul de căutare Google pentru zona SUA
2020
Sondajul The Williams Institute
Conform ultimului studiu făcut în 2020 de către The Williams Institute at UCLA School of Law folosind datele din sondajul de urmărire zilnică Gallup, acest studiu estimează numărul persoanelor LGBT (fără acronimul LGBTQIA+) din SUA și în funcție de stat. Sunt furnizate, de asemenea, estimări separate pentru persoanele LGB cisgen și persoanele transgen și se ajunge la media minimă de 4,5 % persoane LGBT, adică 11.343.000 rezidenți SUA din care 10.338.000 se identifică ca LGB. Statul cu cel mai mare procent de rezidenți LGBT este Washington D.C. 9,8 % iar statul cu cel mai mic procent este North Dakota cu 2,7 %.
Sondajul electoral Fox News
Analiza alegătorilor Fox News, realizată în parteneriat cu Associated Press, oferă o privire cuprinzătoare asupra comportamentului, opiniilor și preferințelor de vot în timp ce America votează. Având mai mulți alegători decât oricând votând anticipat sau prin poștă, noua metodă depășește limitele voturilor de ieșire în persoană și surprinde opiniile tuturor americanilor. Se bazează pe sondaje ale electoratului american efectuate de NORC la Universitatea din Chicago, cu rezultatele votului de la Associated Press. Pentru alegerile generale din 2020, rezultatele FNVA se bazează pe un eșantion de probabilitate de alegători înregistrați extrase din fișele electorale de stat, eșantioane de alegători înregistrați auto-identificați dintr-un comitet național bazat pe probabilități și eșantioane de alegători înregistrați auto-identificați din "opt-in" prin utilizarea de panouri digitale conectate online. Sondajul FNVA al electoratului american a fost realizat în toate cele 50 de state, 26 octombrie - 3 noiembrie 2020, încheiat la sfârșitul votului în ziua alegerilor.
Astfel s-a determinat că sunt 8 % persoane LGBT (fără acronimul LGBTQIA+) și 1 % persoane transgen. 
Sondajul electoral New York Times
Sondajele de ieșire efectuate de Edison Research pentru grupul electoral național. Aceste sondaje au intervievat alegătorii în afara locurilor de votare sau a locurilor de votare timpurie sau prin telefon toate aceste sondaje fiind făcute pentru a contabiliza alegătorii prin poștă, nu cei de la urne. Rezultatele interviurilor a fost publicate pentru cei 15.590 alegători eșantion.
Astfel s-a determinat că sunt 7 % persoane LGBT (fără acronimul LGBTQIA+).

### Ungaria
Nu există date publice.

## Pe orașe și zone metropolitane

### Brazilia
În 2009, într-un sondaj realizat de Universitatea din São Paulo în 10 capitale ale Braziliei, dintre bărbați 7,8 % erau homosexuali și 2,6 % bisexuali, pentru un total de 10,4 %, iar femeile 4,9 % erau lesbiene și 1,4 % erau bisexuali, pentru un total de 6,3 %.
| Oraș           | Procent din populația orașului (bărbați) | Procent din populația orașului (femei) |
| -------------- | ---------------------------------------- | -------------------------------------- |
| Belo Horizonte | 9,2 %                                    | 4,5 %                                  |
| Brasília       | 10,8 %                                   | 5,1 %                                  |
| Cuiabá         | 8,7 %                                    | 2,6 %                                  |
| Curitiba       | 7,5 %                                    | 5,7 %                                  |
| Fortaleza      | 10,6 %                                   | 8,1 %                                  |
| Manaus         | 6,5 %                                    | 10,2 %                                 |
| Porto Alegre   | 7,1 %                                    | 4,8 %                                  |
| Rio de Janeiro | 19,3 %                                   | 9,3 %                                  |
| Salvador       | 9,6 %                                    | 6,5 %                                  |
| Sao Paulo      | 9,4 %                                    | 7 %                                    |

### Statele Unite
The Williams Institute at UCLA School of Law, un institut specializat pe orientare sexuală sin SUA, a lansat un studiu în aprilie 2011. Pe baza informațiilor din patru sondaje recente la nivel național și două la nivel de stat, bazate pe populație, analizele sugerează că în SUA există peste 8 milioane de adulți care sunt lesbiene, gay sau bisexuali, care cuprind 3,5 % din populația adultă. Dintre bărbați, 2,2 % se identifică ca homosexuali și un 1,4 % suplimentar ca bisexuali. Dintre femei, 1,1 % se identifică ca fiind lesbiene și 2,2 % ca bisexuale. 

Procentajul de adulți LGBT în funcție de stat în 2012, SUA

Orașe cu cel mai mare procent de persoane LGBT în 2006, SUA

Aceste diagrame prezintă listele orașelor și zonelor metropolitane cu cea mai mare populație LGB din punct de vedere al numărului total de rezidenți gay, lesbiene și bisexuali, pe baza estimărilor publicate în 2006 de The Williams Institute at UCLA School of Law. 
Orașele din SUA cu cel mai mare procent cu populație LGB:
| Rang | Oraș          | Procentul din populația orașului | Populație LGB  | Populație LGB |
| Rang | Oraș          | Procentul din populația orașului | Număr persoane | Rang          |
| ---- | ------------- | -------------------------------- | -------------- | ------------- |
| 1    | San Francisco | 15,4 %                           | 94234          | 4             |
| 2    | Seattle       | 12,9 %                           | 57993          | 9             |
| 3    | Atlanta       | 12,8 %                           | 39805          | 12            |
| 4    | Minneapolis   | 12,5 %                           | 34295          | 16            |
| 5    | Boston        | 12,3 %                           | 50540          | 10            |
| 6    | Sacramento    | 9,8 %                            | 32108          | 20            |
| 7    | Portland      | 8,8 %                            | 35413          | 14            |
| 8    | Denver        | 8,2 %                            | 33698          | 17            |
| 9    | Washington    | 8,1 %                            | 32599          | 18            |
| 10   | Orlando       | 7,7 %                            | 12508          | 36            |

Orașele din SUA cu cel mai mare număr de persoane LGB:
| Rang | Oraș          | Procentul din populația orașului | Populație LGB  | Populație LGB |
| Rang | Oraș          | Procentul din populația orașului | Număr persoane | Rang          |
| ---- | ------------- | -------------------------------- | -------------- | ------------- |
| 1    | New York City | 6 %                              | 272493         | 1             |
| 2    | Los Angeles   | 5,6 %                            | 154270         | 2             |
| 3    | Chicago       | 5,7 %                            | 114449         | 3             |
| 4    | San Francisco | 15,4 %                           | 94234          | 4             |
| 5    | fenix         | 6,4 %                            | 63222          | 5             |
| 6    | Houston       | 4,4 %                            | 61976          | 6             |
| 7    | San Diego     | 6,8 %                            | 61945          | 7             |
| 8    | Dallas        | 7,0 %                            | 58473          | 8             |
| 9    | Seattle       | 12,9 %                           | 57993          | 9             |
| 10   | Boston        | 12,3 %                           | 50540          | 10            |
| 11   | Philadelphia  | 4,2 %                            | 43320          | 11            |
| 12   | Atlanta       | 12,8 %                           | 39085          | 12            |
| 13   | San Jose      | 5,8 %                            | 37260          | 13            |

Numărul persoanelor LGB și procentul pentru populația din zonele metropolitane majore din SUA:
| Rang | Zona metropolitană extinsă                         | Număr persoane LGB | % GLB din întreaga populație |
| ---- | -------------------------------------------------- | ------------------ | ---------------------------- |
| 1    | New York City - North New Jersey - Long Island, NY | 568903             | 2,6 %                        |
| 2    | Los Angeles - Long Beach, CA - Santa Ana, CA       | 442211             | 2,7 %                        |
| 3    | Chicago – Naperville – Joliet, IL                  | 288478             | 3,1 %                        |
| 4    | San Francisco - Oakland - San Jose, CA             | 256313             | 3,6 %                        |
| 5    | Boston - Cambridge, MA - Quincy, MA                | 201344             | 3,4 %                        |
| 6    | Washington DC                                      | 191959             | 2,5 %                        |
| 7    | Dallas - Fort Worth - Arlington, TX                | 183718             | 3,5 %                        |
| 8    | Miami - Miami Beach - Fort Lauderdale              | 183346             | 4,7 %                        |
| 9    | Atlanta - Marietta, GA - Sandy Springs, GA         | 180168             | 4,3 %                        |
| 10   | Philadelphia - Camden, NJ - Wilmington, DE         | 179459             | 2,8 %                        |

### România
În România, nu există nici o statistică, deși comunități LGBT importante se găsesc în orașele mari precum București, Cluj-Napoca, [Constanța] sau Timișoara.

## Probleme de cercetare

### Incidență față de prevalență
Se poate face o distincție semnificativă între ceea ce statisticienii medicali denumesc incidență și prevalență . De exemplu, chiar dacă două studii sunt de acord asupra unui criteriu comun pentru definirea unei orientări sexuale, un studiu ar putea considera acest lucru ca fiind aplicabil oricărei persoane care a îndeplinit vreodată acest criteriu, în timp ce un altul ar putea considera acea persoană ca fiind așa dacă ar fi făcut acest lucru pe parcursul anului sondajului. Potrivit Asociației Americane de Psihologie, orientarea sexuală se referă la un „model de durată al atracțiilor emoționale, romantice și/sau sexuale pentru bărbați, femei sau ambele sexe”, precum și „sentimentul de identitate al unei persoane bazat pe acele atracții, comportamente conexe și apartenență la o comunitate a altor persoane care împărtășesc aceste atracții. " Prin urmare, o persoană poate fi celibată și încă poate fi identificată ca fiind bisexuală sau homosexuală bazată pe proclivități romantice.

### Efectul modului de sondare
Potrivit multor surse, de la cercetători academici la analiști la grupuri de cercetare de piață, populația care se identifică ca LGBT și/sau a avut relații sexuale cu aceiași sex poate fi subestimat în sondaje care angajează intervievatori față-în-față pentru a colecta datele. 
Cercetătorii britanici cu cel de-al treilea val al Studiului Național al Atitudinilor și Stilurilor de Viață Sexuale (NATSAL) au abordat această problemă într-unul dintre studiile lor. Intervievatorii au colectat date despre comportamentul sexual de la un eșantion de peste 15.000 de subiecți la domiciliul lor. Cu toate acestea, o parte din respondenți au convenit să completeze un chestionar online punând multe dintre aceleași întrebări adresate înainte față-în-față. Chestionarul trebuia compleat la una sau două luni după interviul inițial. Datele de mai jos au fost extrase din același grup de 202 de bărbați și 325 de femei care au dat informații despre experiențe de același sex față-în-față și apoi au completat cu succes ulterior chestionarul online. Numerele arată modul în care răspunsurile au variat între modurile de sondaj și informațiile sunt date dacă diferența dintre metode a fost semnificativă sau nu.
| Date parțiale de la NATSAL-3 | Orice experiență de același sex | Orice experiență de același sex | Orice experiență de același sex                  | Orice sex cu același sex (experiență cu contact genital) | Orice sex cu același sex (experiență cu contact genital) | Orice sex cu același sex (experiență cu contact genital) |
| Date parțiale de la NATSAL-3 | Față în față                    | Pe net                          | Diferență statistică semnificativă între metode? | Față în față                                             | Pe net                                                   | Diferență statistică semnificativă între metode?         |
| ---------------------------- | ------------------------------- | ------------------------------- | ------------------------------------------------ | -------------------------------------------------------- | -------------------------------------------------------- | -------------------------------------------------------- |
| bărbați                      | 11,4 %                          | 17,3 %                          | da                                               | 9,9 %                                                    | 13,5 %                                                   | da                                                       |
| femei                        | 14,5 %                          | 19,7 %                          | da                                               | 9,2 %                                                    | 10,5 %                                                   | nu                                                       |

Cercetătorii din alte țări au produs descoperiri similare. În Polonia, de exemplu, s-a constatat că, într-un experiment, atracția de între același sex prin auto-raportare a fost de două ori mai frecventă folosind un chestionar online decât într-un chestionar de hârtie, în ciuda faptului că grupul care a răspuns întrebărilor online și cel care a completat formularul de hârtie era similar pentru toate variabilele demografice și pentru toate celelalte aspecte ale sexualității lor.
În anii 90, s-a făcut un experiment în SUA, unde s-a constatat că bărbații adolescenți aveau de câteva ori mai multe șanse să recunoască experiențe de același sex, folosind o metodologie computerizată, comparativ cu chestionarele de hârtie.

### Schimbarea prevalenței în timp
Pot apărea schimbări în raportarea prevalenței homosexualității. De exemplu, Institutul de Cercetări Sexuale din Hamburg a efectuat un sondaj asupra comportamentului sexual al tinerilor în 1970 și l-a repetat în 1990. În timp ce în 1970, 18 % dintre băieții cu vârsta cuprinsă între 16 și 17 ani au raportat că au avut cel puțin o experiență sexuală de același sex, numărul a scăzut la 2 % până în 1990.

### Percepții culturale
Populația care a fost denumită gay în Occident nu este un termen descriptiv care ar fi recunoscut de toți bărbații care au relații sexuale cu bărbați (MSM), așa cum este cunoscut în restul lumii. În timp ce cultura homosexuală este din ce în ce mai deschisă și discutată, lumea MSM este formată dintr-o populație diversă, care de multe ori poate răspunde diferit, în funcție de modul în care sunt încadrate comunicările în setările clinice. Gay este folosit în general pentru a descrie o orientare sexuală homosexuală, în timp ce MSM descrie comportamentul sexual între bărbați.
Unii bărbați care fac sex cu alți bărbați nu vor avea legătură cu termenul gay sau homosexual și nu consideră activitatea sexuală cu alți bărbați drept activitate sexuală reală. În schimb, ei consideră că relațiile sexuale cu femeile sunt valabile. Acest lucru este valabil în special în rândul indivizilor din culturi non-occidentale, dar este frecvent și în SUA. Termeni precum MSM sau iubitor de același sex sunt adesea folosiți în locul cuvântului gay . Bărbații din Africa și America Latină se angajează în relații sexuale cu alți bărbați, în timp ce se referă la ei înșiși ca heterosexuali”.
Există o lipsă relativă de informații despre comportamentul sexual în majoritatea țărilor în curs de dezvoltare . Sursele limitate care sunt disponibile indică faptul că, deși autoidentificarea homosexuală ar putea apărea relativ rar, prevalența comportamentului homosexual este mai mare. Acești bărbați nu sunt luați în considerare în unele sondaje de identitate sexuală care ar putea duce la sub-raportare și inexactități.

### Importanța existenței unei demografii fiabile
Datele fiabile cu privire la mărimea populației gay și lesbiene ar fi valoroase pentru informarea politicilor publice. De exemplu, demografia ar ajuta la calcularea costurilor și beneficiilor parteneriatului civil, cu impactul legalizării adopției gay . În plus, cunoașterea dimensiunii „populației gay și lesbiene este promisă pentru a ajuta oamenii de știință socială să înțeleagă o gamă largă de întrebări importante - întrebări despre natura generală a alegerilor de pe piața muncii, acumularea de capital uman, specializarea în gospodării, discriminare și decizii privind locația geografică. " 

## Rapoartele Kinsey
Două dintre cele mai cunoscute studii ale demografiei orientării sexuale umane și revoluționare pentru acele timpuri au fost Sexual Behavior in the Human Male (1948; din engleză Comportamentul sexual al bărbaților) și Sexual Behavior in the Human Female (1953; din engleză Comportamentul sexual al femeilor) ale doctorului Alfred C. Kinsey. Aceste studii au utilizat un spectru în șapte puncte pentru a defini comportamentul sexual, de la 0 pentru complet heterosexual la 6 pentru complet homosexual. Kinsey a concluzionat că un procent din populație era într-un anumit grad sau altul bisexual (marcați pe scară între 1 și 5). El a raportat că: 
- 37 % dintre bărbații din SUA au atins orgasmul prin contactul cu un alt bărbat după adolescență și
- 13 % dintre femei au obținut orgasm prin contactul cu o altă femeie.[90]

Cu toate acestea, rezultatele sale au fost contestate, în special în 1954 de o echipă formată din John Tukey, Frederick Mosteller și William G. Cochran, care au declarat că o mare parte din munca lui Kinsey se bazează pe eșantioane de comoditate, mai degrabă decât pe probe aleatorii, și astfel ar fi fost vulnerabile la erori.
Paul Gebhard, fostul coleg al lui Kinsey și succesor în calitate de director al Institutului Kinsey pentru Cercetări Sexuale, a examinat datele Kinsey și a eliminat ceea ce credea că ar fi contaminat. El a descoperit din nou că aproape exact 37 % dintre bărbați s-au angajat în activitate homosexuală. Cu toate acestea, el a mai subliniat că Kinsey a concluzionat ulterior că a fost o greșeală încercând să generalizeze întreaga populație. Unii cercetătorii cred că Kinsey a supraestimat rata atracției de același sex din cauza defectelor metodelor sale de eșantionare. [...] Însă concluzionând că [sexualitatea umană] rămâne în continuare un subiect puțin analizat și extrem de dificil de analizat..

## Constatările lui Sigmund Freud
Psihanalistul Sigmund Freud afirma că majoritatea are o orientare bisexuală, care e pe grade, dar individul bisexual e forțat, din diverse motive, să devină monosexual și monogam pe aproape întreaga perioadă a vieții. Celelalte orientări (asexualitate, heterosexualitate și homosexualitate) fiind minoritare. Afirmații reinterpretate conform vocabularului secolului XXI.. 
Orientarea sexuală și romantică nu au legătură cu reproducerea sexuată. O persoană asexuală, bisexuală, heterosexuală sau homosexuală poate avea sau nu progenituri. Sexul reproducător nu necesită o orientare specifică, deoarece orientarea sexuală se referă, de regulă, la un model de durată de atracție sexuală și emoțională pe termen lung, care duce adesea la legături sociale pe termen lung, în timp ce reproducerea necesită cel puțin un act de copulare pentru a fertiliza ovulul prin spermatozoizi.

## Afirmațiile Marchizului de Sade
Marchizul de Sade (Donatien Alphonse-François), care a fost un scriitor francez controversat din secolulul trecut 18, cunoscut cu un libertinaj sexual dus la extrem, însă printre primele persoane din mișcarea iluminismului care analiza sexualitatea omului, a susținut faptul că aproximativ o jumătate din populație are un comportament non-normativ din punct de vedere sexual.

## Confuziile mișcării eugenice
Anumite cercuri eugenice au propagat confuzia că orientarea sexuală heteronormativă e în stransă legătură cu propagarea speciei și că orientarea non-heteronormativă nu există la animale (incluzând și animalele umane); ambele afirmații fiind false. Eugenismul e o mișcare din secolele trecute și e considerată o pseudo-știință. Se contestă deoarece, rezumat: "Orice specie socială care are sub 4 % indivizi cu comportament homosexual este pe cale de dispariție. Cele care au între 5 și 20 % comportament preponderent homosexual sau bisexual adoptă puii neglijați sau pe cei cu părinții mâncați de prădători. Puiul supraviețuiește, grupul devine mai mare. Puiul care e adoptat devine mai puternic. În cazul bisexualității, urmărind primatele bonobo, această orientare ajută la detensionarea relațiilor conflictuale dintre adulți. Aceștia nu mai concurează pentru resurse, ci luptă împreună pentru ele, consumă mai puțină energie și împart hrana între ei și cu grupul și familiile și progeniturile."

## Afirmațiile antropologilor și primatologilor
Majoritatea primatelor Bonobo (Pan Paniscus), cele mai apropiate genetic dar și ca comportament social și sexual de oameni au, raportat de antropologii și primatologii care le-au analizat, un comportament non-heteronormativ, în mod special observat un comportament preponderent bisexual.

## Alte statistici și studii
15 % dintre operele de artă din New York’s Metropolitan Museum of Art reprezentând nuduri erau nuduri de sex masculin, față de 85 % nuduri de sex feminin.
Conform raportărilor publicate în 2017 de site-ul PornHub conținutul gay reprezintă 6,3 % din toate afișările pentru Statele Unite. Statele Mississippi și Washington D.C. având procentul maxim de aproximativ 8 % iar Montana si Dakota cu procentul minim de aproximativ 4 %.
Li Shiu Tong a fost un cercetător în materie de sexualitate, identitate de gen, sex și un activist timpuriu pentru drepturile LGBT, acesta susținea că orientarea heterosexuală este o orientare minoritară. Datele pe care le-a adunat l-ar fi surprins și pe Magnus Hirschfield:
40 % dintre oameni erau bisexuali, 20 % erau homosexuali și doar 30 % erau heterosexuali. Ultimele procente, 10 %, au fost „altele”.

## Articole corelate
- Ordinea nașterii fraților și orientarea sexuală la bărbați
- Mediul postnatal și orientarea sexuală
- Comportamentul homosexual la animale
- Lista animalelor documentate care prezintă comportament homosexual sau bisexual (en. List of animals displaying homosexual behavior)
- Comportamentul social la primatele Bonobo (en.)
- Biologia și orientarea sexuală (en. Biology and sexual orientation)
- Heterosexualitate
- Homosexualitate
- Bisexualitate
- Androfilia și ginefilia
- Intersex (pop. hermafrodiți)
- Transsexualism
- Suicidul în rândul tinerilor LGBTQIA
- Statistici despre căsătoriile și parteneriatele civile între persoane de același sex